# Fernmeldeturm Bredstedt
Der Fernmeldeturm Bredstedt befindet sich auf dem Stollberg in der Nähe von Bredstedt. Die auch als Funkübertragungsstelle Bredstedt 3 bezeichnete Anlage für UKW, Mobilfunk und Richtfunk ist in einem 108 Meter hohen Turm untergebracht. Betreiber und Eigentümer der Anlage ist die Deutsche Funkturm (DFMG), eine Tochtergesellschaft der Deutschen Telekom mit Sitz in Münster.
Am Typenturm (FMT 11) befindet sich in 20 Metern Höhe eine öffentlich begehbare Aussichtsplattform.

## Frequenzen und Programme

### Analoges Radio (UKW)
Beim Antennendiagramm sind im Falle gerichteter Strahlung die Hauptstrahlrichtungen in Grad angegeben.
| Frequenz (MHz) | Programm   | RDS PS   | RDS PI                | Regionalisierung | ERP (kW) | Antennendiagramm rund (ND)/gerichtet (D) | Polarisation horizontal (H)/vertikal (V) |
| -------------- | ---------- | -------- | --------------------- | ---------------- | -------- | ---------------------------------------- | ---------------------------------------- |
| 98,1           | Radio BOB! | RADIOBOB | D4EA (regional), D3EA | Nord/West        | 0,15     | D (240–190°)                             | H                                        |

### Digitales Fernsehen (DVB-T)
Seit dem 28. Oktober 2009 wurde von hier für weite Teile Nordfrieslands das digitale terrestrische Fernsehen (DVB-T) ausgesendet.
| Kanal | Frequenz (MHz) | Multiplex                             | Programme im Multiplex | ERP (kW) | Antennen- diagramm rundum (ND)/ gerichtet (D) | Polarisation horizontal (H) / vertikal (V) | Modulations- verfahren | FEC | Guard- intervall | Bitrate (MBit/s) | SFN mit           |
| ----- | -------------- | ------------------------------------- | --- | -------- | --------------------------------------------- | ------------------------------------------ | ---------------------- | --- | ---------------- | ---------------- | ----------------- |
| 26    | 514            | ARD Digital (NDR)                     | - Das Erste - Phoenix - ARTE - tagesschau24 | 25       | ND                                            | H                                          | 16-QAM (8-k-Modus)     | 2/3 | 1/4              | 13,27            | Westerland, Heide |
| 24    | 498            | ARD regional (NDR) Schleswig-Holstein | - NDR Fernsehen (Schleswig-Holstein) - WDR Fernsehen (Köln) / NDR Fernsehen (Niedersachsen) (zeitw.) - MDR Fernsehen (Sachsen-Anhalt) / NDR Fernsehen (Mecklenburg-Vorpommern) (zeitw.) - Bayerisches Fernsehen (Schwaben/Altbayern) / NDR Fernsehen (Hamburg) (zeitw.) | 25       | ND                                            | H                                          | 16-QAM                 | 2/3 | 1/4              | 13,27            | Westerland, Heide |
| 31    | 554            | ZDFmobil                              | - ZDF - 3sat - ZDFinfo - KiKA (06–21:00 Uhr)/ZDFneo (21–06:00 Uhr) | 5        | ND                                            | H                                          | 16-QAM (8-k-Modus)     | 2/3 | 1/4              | 13,27            | Westerland, Heide |